# Pilica Białobrzegi
Pilica Białobrzegi (pełna nazwa Miejski Klub Sportowy Pilica Białobrzegi) – klub sportowy w Białobrzegach, powstały w 1922 roku. Tworzą go trzy sekcje; piłka nożna, lekkoatletyka, boks.

## Historia

### 1922–1945
Klub Sportowy Pilica Białobrzegi powstał 1922 roku. Była to inicjatywa kilku działaczy, wśród których byli: Stanisław Gutkiewicz, Eustachy Mroziewicz, Filip Pająk, Wacław Skowyra, Franciszek Rokita, Henryk Krzesiński. W tamtym czasie w Klubie działała tylko sekcja piłki nożnej która w krótkim czasie wywalczyła awans z klasy C do klasy B podokręgu radomskiego. Pilica rywalizowała z Kolejarzem Radom, Czarnymi Radom, a także z piłkarzami z Grójca, Mogielnicy, Warki i Nowego Miasta. W latach 20. XX wieku w Pilicy występowali: Henryk Krzesiński, Zygmunt Siedlecki, Jan Gutkiewicz, Julian Gutkiewicz, Aleksander Śledziewski, Feliks Pękacki, Wacław Kafliński, Bronisław Gutkiewicz, Zygmunt Śledziewski.

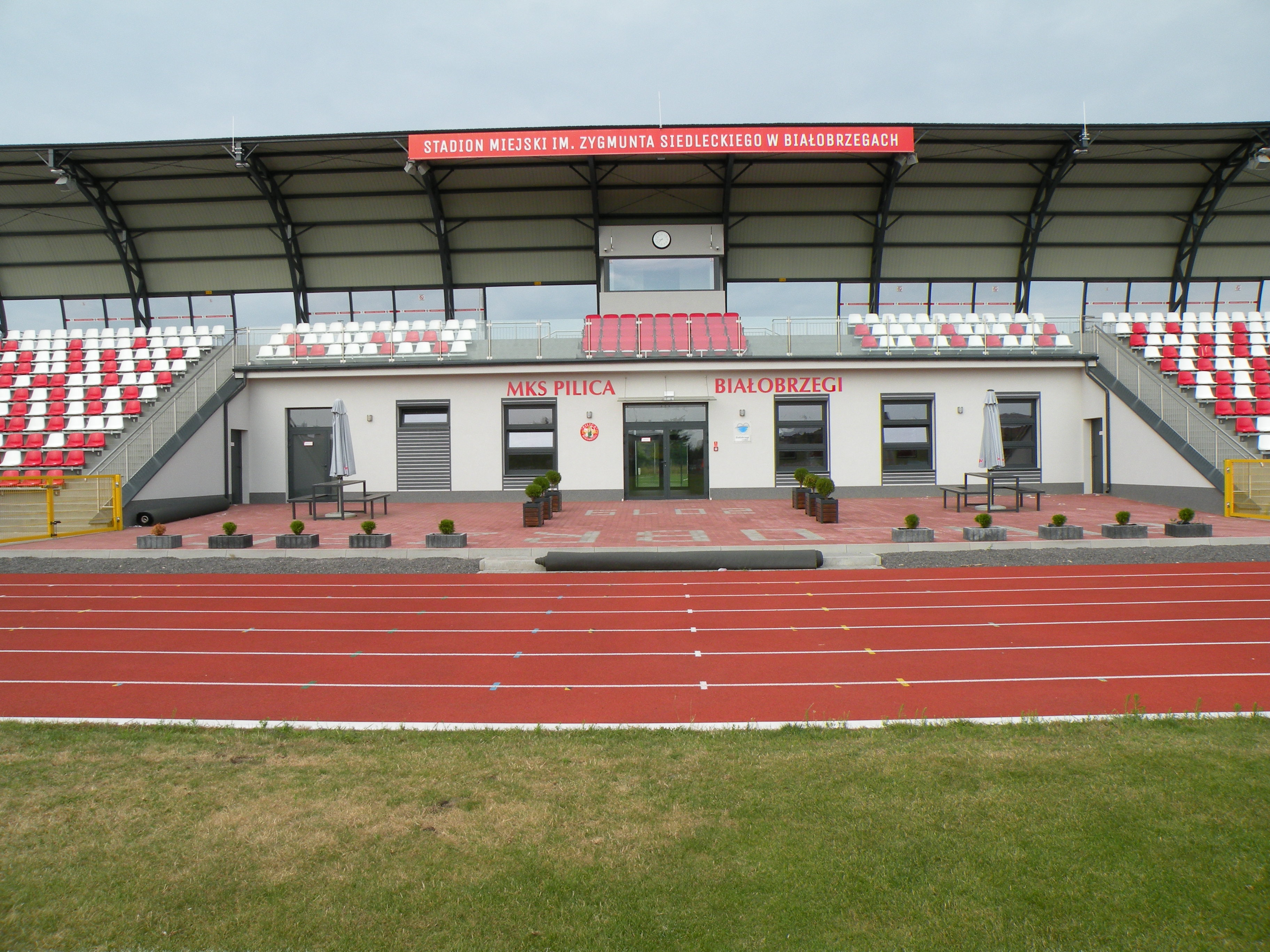
Stadion Miejski im. Zygmunta Siedleckiego

### 1946–1980

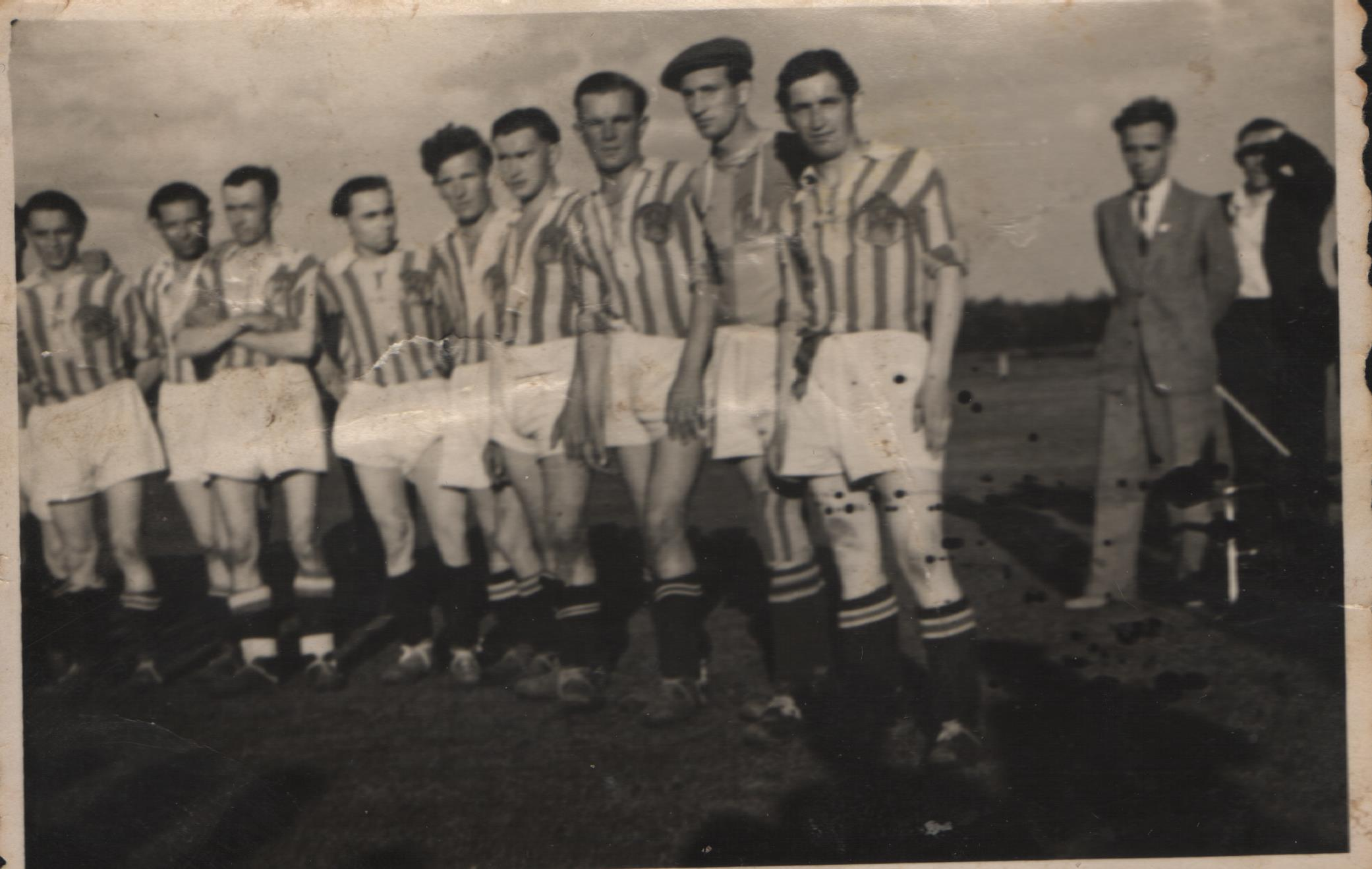
Piłkarze Pilicy w okresie międzywojennym

Wojna przerwała działalność klubu, która oficjalnie reaktywowano 1948 roku. Wtedy prezesem klubu był Filip Pająk, a drużyna piłki nożnej występowała w klasie A lub B w podokręgu radomskim. Od 1957 roku powstaje sekcja podnoszenia ciężarów, która reprezentowali Marian Puchalski i Władysław Fonfara. Opiekunem sekcji jest Henryk Suwała. Sekcja pierwszy sukces odnosi w Kozienicach w 1959 roku, gdzie w Mistrzostwach Podokręgu Radomskiego w klasyfikacji drużynowej zajmuje pierwsze miejsce. W 1967 roku Henryka Suwałę na stanowisku trenera ciężarowców zastępuje Stanisław Kubica. Pod koniec lat 50. W klubie funkcjonują sekcje: piłki nożnej, podnoszenia ciężarów, lekkoatletyki, tenisa stołowego i piłki siatkowej.
Sekcja lekkoatletyki skupiała 31 zawodników. Do wyróżniających się należeli: Ryszard Krzesiński (rzut młotem i dyskiem), Marian Puchalski (rzut młotem), Bolesław Czwarno (biegi krótkie), Bogdan Barszcz (skok w dal), Ewa Szymańska (sprinty). Sekcję podnoszenia ciężarów reprezentowali Stanisław Mienkina, Ryszard Krzesiński i Bogdan Bomba. Sekcję szachową w Klubie prowadził Filip Pająk. Do wyróżniających się szachistów należeli: Ireneusz Wojczakowski, Henryk Stolarczyk, Józef Michalski i Zofia Michalska, która w tej dyscyplinie odnosiła duże sukcesy.
W 1966 roku klub zmienia nazwę na Międzyzakładowy Ludowy Klub Sportowy Pilica. Jego założycielami byli: Ireneusz Wojczakowski, Jerzy Nowak, Henryk Łuczkowski, Franciszek Zawadzki, Czesław Tomczyk, Ryszard Engelhardt, Kazimierz Kozidrak, Stanisław Dzik, Edward Rzeczkowski, Janusz Kieszek, Jerzy Kukliński, Stanisław Korcz, Maria Pękacka, Jan Mierzwa, Zdzisław Nowosad, Teodor Koperski. W 1969 roku klub przeżywa kryzys. W klubie działają sekcje: piłki nożnej, lekkoatletyki, piłki siatkowej, szachów, podnoszenia ciężarów. W tej ostatniej sekcji niezwykle utalentowanym zawodnikiem był Stanisław Mienkina, który w kategorii juniorów Wojewódzkich Mistrzostw LZS w 1969 r. oraz Mistrzostwach Okręgu w Opatowie zajął pierwsze miejsca. W 1970 roku reprezentował barwy Legii Warszawa.

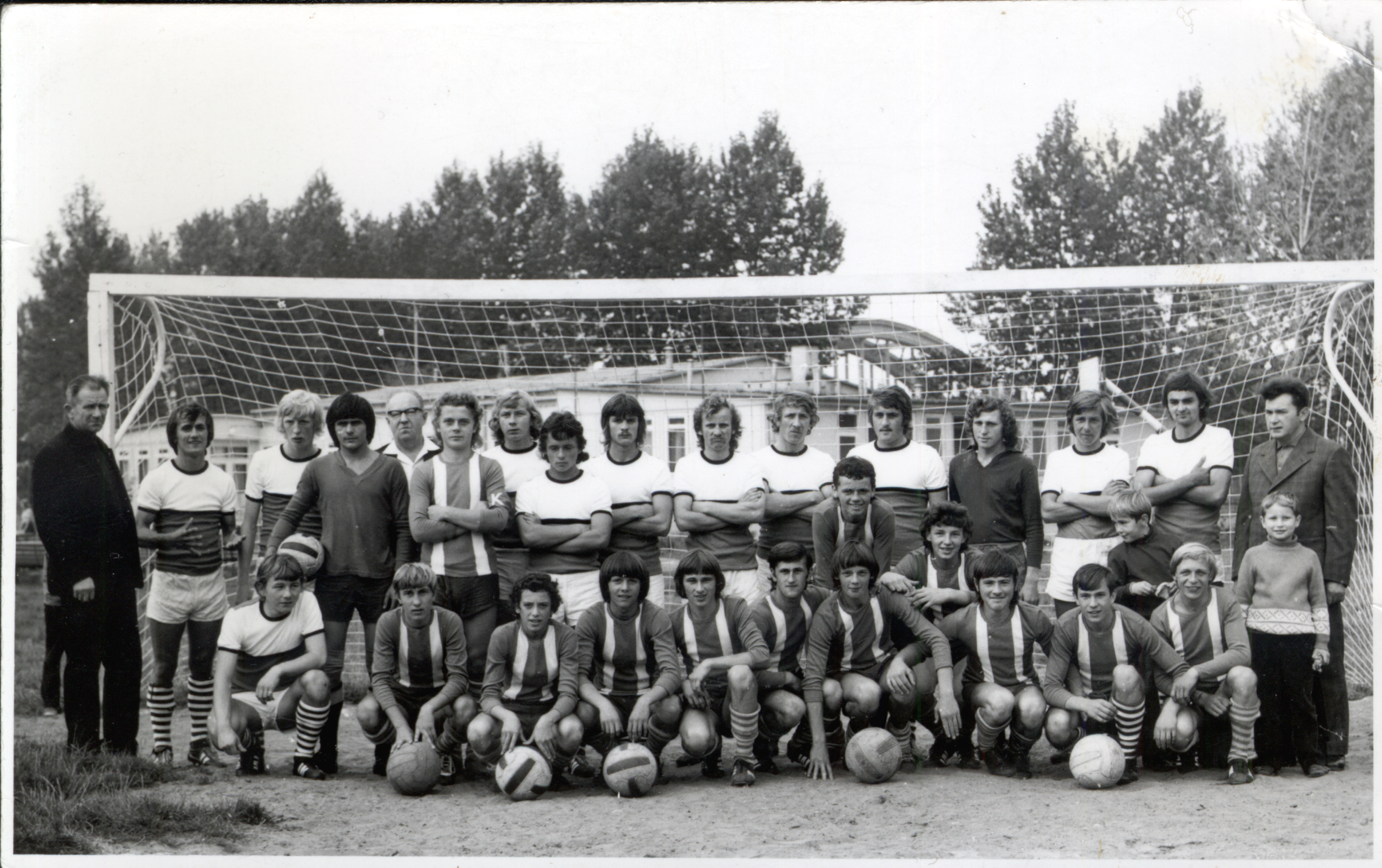
Seniorzy i juniorzy Pilicy w 1973 roku

Na przełomie lat sześćdziesiątych i siedemdziesiątych w Klubie Sportowym Pilica istniała sekcja łyżwiarstwa szybkiego, prowadzona przez Zdzisława Doleżyńskiego. W sekcji trenowało 15 panczenistów, a treningi odbywały się na zamarzniętych rozlewiskach Pilicy. Z okazji 50 rocznicy powstania Klubu społeczeństwo Miasta i Gminy Białobrzegi ufundowało Sztandar Klubu. Piłkarze Pilicy w roku 1974 awansowali do A klasy.
19 lipca 1978 roku oddano do użytku stadion sportowy. Uroczyste otwarcie zaszczycili swoją obecnością m.in. inicjator budowy stadionu - naczelnik Miasta i Gminy Edward Gorczyca. Nowy obiekt posiadał boisko do piłki nożnej, żużlową bieżnię LA, urządzenia lekkoatletyczne, betonowe boiska do koszykówki, piłki ręcznej, siatkowej. Na stadionie powstał budynek siłowni, który poprawił warunki treningowe białobrzeskich sztangistów oraz budynek zaplecza szatniowego. Trybuna mogła pomieścić 2000 kibiców. Stadion budowany był przez kilka lat (od 1973 roku) z dużym udziałem prac wykonanych w czynie społecznym.

### 1981–2000
Na przełomie lat siedemdziesiątych i osiemdziesiątych działalność klubu oparta była na trzech sekcjach: lekkoatletyki, podnoszenia ciężarów i piłki nożnej. Prezesem klubu był Stanisław Majewski. Do najlepszych lekkoatletów należeli: Ryszard Krzesiński, Robert Łuszkiewicz, Małgorzata Sikorska, Genowefa Postek, Marzena Wrona, Lech Wieczorek Krzysztof Olszewski, Wiesław Gwiazda, Leszek Krzesiński. W sekcji podnoszenia ciężarów prym wiedli: Andrzej Sielski, Dariusz Trzosiński, Bogdan Bomba, Jan Dutkowski, Józef Kacprzak, Krzysztof Strzelczyk, Mirosław Gondek, Andrzej Sikorski, Tadeusz Rypniewski, Marek Górnicki, Marek Sieradzan, Mirosław Kluś, Tadeusz Grala. Piłkarska drużyna Pilicy gra w Klasie wojewódzkiej a trenerem zespołu był Bogdan Barszcz. Młodzików trenował Zygmunt Mroziński.

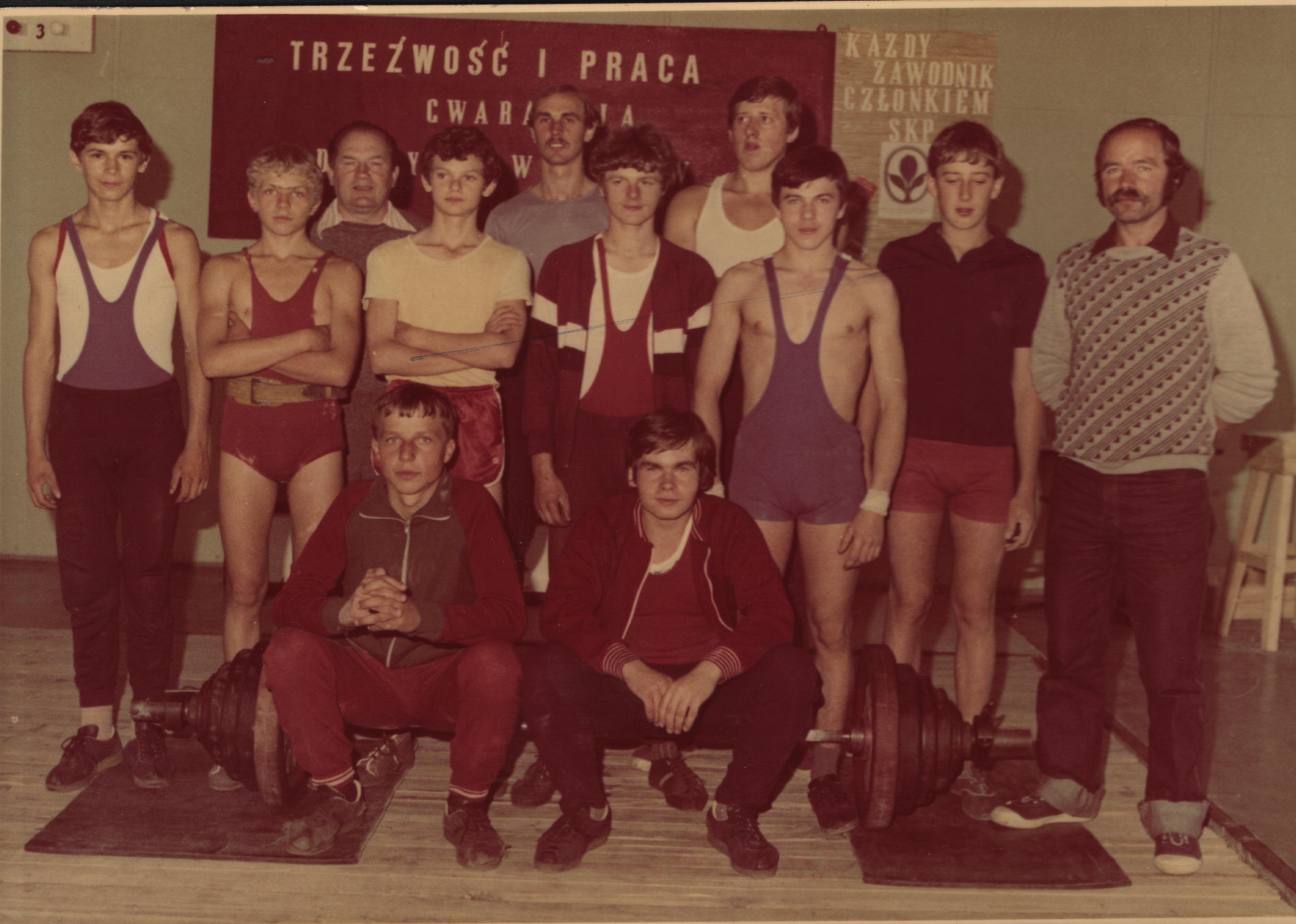
Ciężarowcy Pilicy podczas zawodów

Lata osiemdziesiąte to wzmożone kontakty międzynarodowe. Klub Sportowy Pilica nawiązał współpracę ze wschdnioniemieckim miastem Tangerhutte. Białobrzescy piłkarze kilkukrotnie wyjeżdżają do Niemiec na towarzyskie mecze. Do Białobrzegów dwukrotnie przyjeżdżał również zespół niemiecki. Do Kadry Polski juniorów powołani zostali piłkarze: Jacek Kacprzak i Rafał Jarco. W 1988 roku w Białobrzegach odbyła się Wojewódzka Spartakiada Juniorów w podnoszeniu ciężarów. Siedmiu zawodników Pilicy wywalczyło tytuły mistrzowskie.
W 1990 roku w ramach obchodów 450-lecia nadania praw miejskich Białobrzegom został rozegrany mecz Pilicy Białobrzegi z Legią Warszawa oraz OldBoys Pilica – FC Publikator. Na stadionie gościli Kazimierz Górski – prezes PZPN, Michał Listkiewicz – międzynarodowy sędzia, Stanisław Krzesiński – trener kadry zapaśników, Andrzej Wroński – mistrz olimpijski w zapasach.
Na początku lat 90. wychowanek klubu Jacek Kacprzak przeszedł z Radomiaka Radom do Legii Warszawa. W sekcji lekkoatletycznej w tym czasie przodują: Agnieszka Dąbrowska, Monika Kośla, Grzegorz Abramowicz, Katarzyna Dąbrowska, Anna Zasławska, Grzegorz Duranc, Michał Zając, Rafał Gumowski, Mikołaj Strowski. W podnoszeniu ciężarów wyróżniają się; Marcin Sobolewski, Mikołaj Strowski, Mariusz Tępiak.
W 1992 roku z okazji jubileuszu 70-lecia KS Pilica do Białobrzegów Stadion Miejski otrzymał imię Zygmunta Siedleckiego, zawodnika Pilicy, wieloboisty, olimpijczyka z Los Angeles 1932 roku. W Klubie zaprzestaje działalność sekcja podnoszenia ciężarów i lekkoatletyki. W 1996 roku Pilica wywalczyła awans do IV ligi radomsko-lubelskiej, w której grała 3 sezony.
Na bazie uczniów Liceum Ogólnokształcącego w klubie powstaje sekcja koszykówki, prowadzona przez Andrzeja Mazura. Drużyna występuje w lidze koszykówki makroregionu wschodniego, a swoje mecze rozgrywa w sali gimnastycznej liceum.
W 1999 roku piłkarska drużyna Pilicy zdobywa Puchar Polski na szczeblu okręgu radomskiego, pokonując po serii rzutów karnych Mazowsze Grójec. W tym samym czasie juniorzy Pilicy trenowani przez Adama Bolka po raz drugi w historii klubu awansują do ligi makroregionalnej, obejmującej województwa: radomskie, kieleckie i tarnobrzeskie.

### XXI wiek

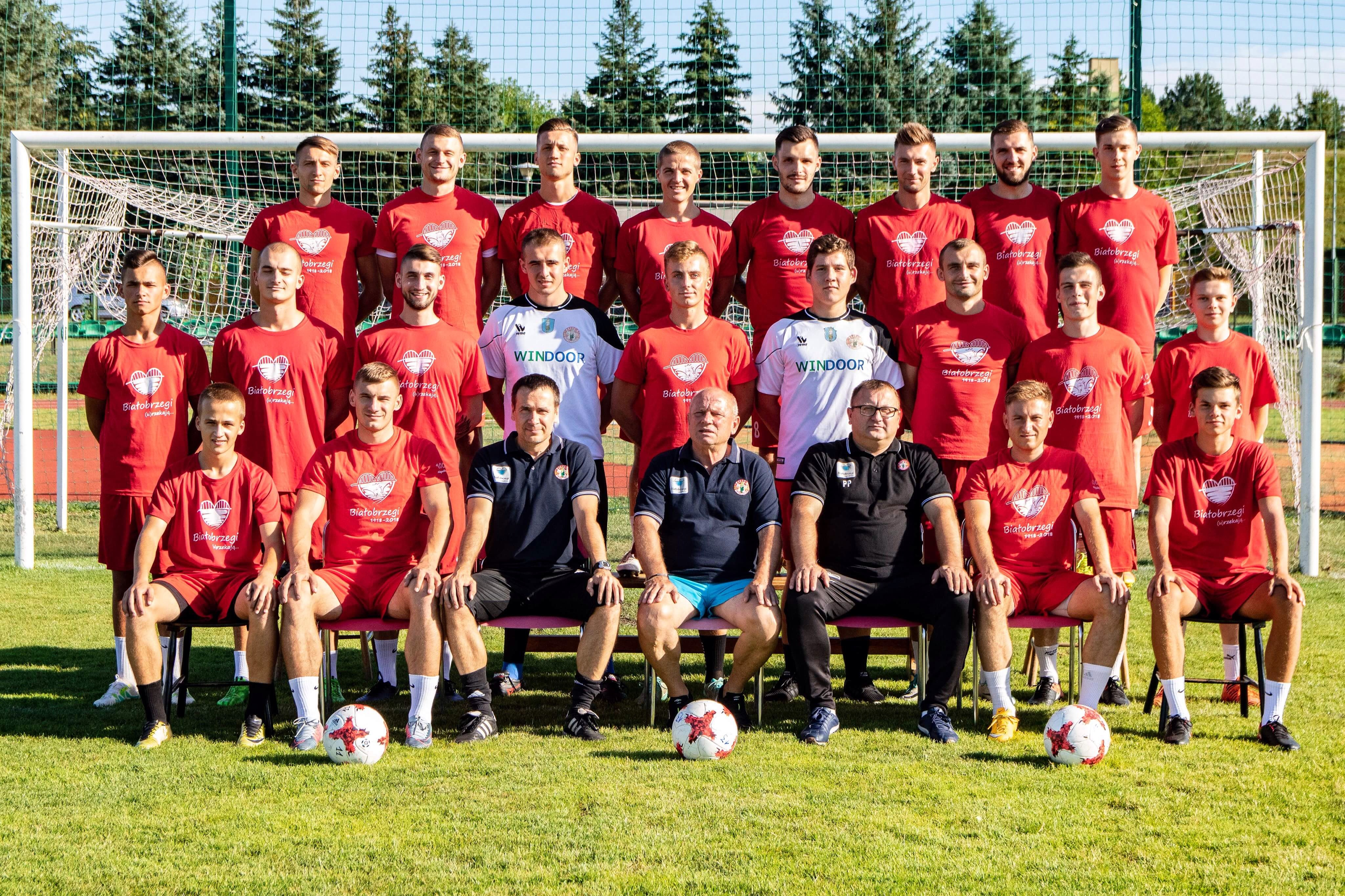
Pilica Białobrzegi 2018

Na początku XXI wieku klub stał się jednosekcyjny. Piłkarze Pilicy przez kilka lat grali w lidze okręgowej. Po utworzeniu Mazowieckiej Ligi Seniorów (V liga) Pilica z powodzeniem rywalizuje na tym szczeblu rozgrywek. 2004 roku wywalcza drugi w historii awans do IV ligi mazowieckiej. Wychowanek Pilicy, bramkarz Sebastian Przyrowski zadebiutował na boiskach ekstraklasy w zespole Groclinu Grodzisk Wielkopolski. Później Przyrowski grał również w Polonii Warszawa, Górniku Zabrze, klubach greckich. Jako jedyny z wychowanków Pilicy zagrał w pierwszej reprezentacji Polski. Rozegrał w niej 9 oficjalnych meczów. Kolejnym zawodnikiem Pilicy, który wystąpił w ekstraklasie został Bartłomiej Niedziela, który z Pilicy przeszedł do Jagiellonii Białystok.
W 2008 r., po licznych reorganizacjach rozgrywek piłkarskich Pilica pod wodzą trenera Mirosława Siary, wywalcza awans do IV ligi (grupa Mazowsze południowe). Zespół seniorów plasuje się przez większość sezonów w czołówce IV ligi. W 2011 roku Pilica po raz pierwszy od lat 70. wyjechała na zimowy obóz sportowy do Puław. Następnie letni do Świekatowa i w kolejną zimę do Muszyny.
W roku 2013 Pilica wywalczyła pierwszy w historii klubu awans do III ligi mazowiecko-łódzkiej. Trenerem zespołu był Jacek Kacprzak. Pierwszy sezon w III lidze (czwarty poziom rozgrywkowy w Polsce) Pilica zakończyła na 7. miejscu. Zespół z Białobrzegów rywalizował w lidze z m.in. z wielokrotnymi mistrzami kraju: Polonią Warszawa, Widzewem Łódź, ŁKS Łódź, a także z Radomiakiem Radom, Wartą Sieradz czy Świtem Nowy Dwór Mazowiecki.
W 2016 roku rozpoczęła się modernizacja bieżni lekkoatletycznej. Rok później powstała licencjonowana bieżnia 400 m, rzutnie do pchnięcia kulą i rzutu dyskiem, skocznie w dal i o tyczce. Obiekt został wyposażony w sprzęt umożliwiający rozgrywanie zawodów lekkoatletycznych o randze krajowej. Reaktywowano również młodzieżową sekcję lekkoatletyczną w Pilicy. Trenerami zostali Małgorzata Nowak i Konstanty Wieczorek. W Klubie rozpoczyna funkcjonowanie żeńska drużyna piłki nożnej.
W 2018 roku z inicjatywy burmistrza Adama Bolka rozpoczęła się budowa krytej trybuny z zapleczem socjalnym oraz oświetlonego boiska ze sztucznej trawy. 29 września 2019 roku obiekt oddano do użytku.
Jesienią 2019 roku klub powiększył się o sekcję bokserską. Trenerami zostają Daniel Żaboklicki i Agnieszka Martyniak. Sekcja ma ponad 50 zawodników.

## Sukcesy
- 1974 rok – awans do A klasy
- 1996 rok – awans do IV ligi radomsko-lubelskiej
- 1999 rok – zdobycie Pucharu Polski na szczeblu okręgu radomskiego
- 2004 rok – awans do IV ligi mazowieckiej
- 2008 rok – awans do IV ligi mazowieckiej (grupa południowa)
- 2011 rok – awans do III ligi mazowiecko-łódzkiej
- 2021 rok – awans do III ligi, gr. I

## Wychowankowie
- Zygmunt Siedlecki
- Jacek Kacprzak
- Sebastian Przyrowski
- Ryszard Krzesiński
- Bartłomiej Niedziela